# Grande révolte thébaine
La grande révolte thébaine est un soulèvement de la Thébaïde à la fin du IIIe siècle av. J.-C. contre l’autorité de la dynastie ptolémaïque contrôlant alors l'Égypte. Contrairement à d'autres révoltes rapidement réprimées par les Ptolémées, cette révolte se distingue par son maintien sur la durée et sur une grande partie de la Haute-Égypte. La grande révolte thébaine s'illustre également par l'instauration d'un véritable État, basé sur les institutions de Égypte pharaonique, les leaders s'étant d'ailleurs fait couronner pharaon. Après vingt ans d'existence, l'État pharaonique créé durant ce soulèvement est défait par les Ptolémées qui récupèrent le contrôle total de l'Égypte.

## Contexte historique
En 332, Alexandre le Grand libère l’Égypte de l'occupant perse et intègre le pays à son immense empire. À la mort d'Alexandre en 323, l'empire est divisé en plusieurs satrapies et l’Égypte se retrouve au cœur du territoire contrôlé par le diadoque Ptolémée, l'un des généraux d'Alexandre. En 305, Ptolémée fonde le royaume lagide en tant que Ptolémée Sôter. Ses successeurs se feront couronnés pharaons et s’emploieront tout au long de leur règne à présenter l’État lagide comme la continuité directe et légitime de l'Égypte pharaonique. Cela se traduit notamment par un rapprochement avec le clergé égyptien et la restauration ou l'agrandissement des temples malmenés par l'occupation perse. Néanmoins l'État lagide adopte un système de fonctionnement grec avec un fort contrôle de l'armée sur le territoire et l'exclusion des égyptiens des postes de responsabilité, aussi bien à l'échelle nationale que locale.

## Évènements

### Origine du soulèvement
Le règne des lagides est marqué par une série de révoltes dirigées contre le pouvoir royal. Celles-ci s'expliquent par une combinaison de facteurs politico-religieux, identitaires et sociaux-économiques. Ce dernier élément semble avoir été prédominant lors de la grande révolte thébaine car la fin de la quatrième guerre de Syrie, bien que gagnée par Ptolémée IV, laisse le pays dans une situation financière catastrophique. Une réforme fiscale et monétaire, incluant la dévaluation de la monnaie en cuivre et une hausse considérable des impôts, est donc décidée afin de remplir les coffres du royaume. De plus, la fin de la guerre s'accompagne de la démobilisation massive de soldats engagés dans le conflit, déstabilisant l’organisation de la société,. Le célèbre récit fait par l'historien grec Polybe (contemporain de la révolte) selon lequel le soulèvement a été mené par des soldats égyptiens démobilisés, de retour de la bataille de Raphia, est aujourd'hui largement rejeté par les historiens,. On peut rajouter au causes du soulèvement le facteur local. Malgré l'installation des monarques lagides à Alexandrie, la ville de Thèbes, capitale de l'Égypte durant des siècles et centre du culte du dieu Amon jouit encore d'un immense prestige. La tentative de Ptolémée IV de resserrer son autorité sur la région thébaine se heurte ainsi aux anciennes velléités autonomistes de la région,. Pour finir, il faut aussi mentionner l'existence d'un certain sentiment anti-grec existant au sein de la population égyptienne.

### Chronologie de la révolte
Bien que des troubles éclatent en Haute-Égypte entre 207 et 206 la révolte ne commence véritablement qu'à l'automne 206, lorsque les rebelles égyptiens s'emparent du temple d'Edfou. La prise d'Edfou est un événement incontestablement marquant, car le temple représente un symbole du pouvoir lagide en Haute-Égypte. Les rebelles fortifient ensuite le temple et l'utilisent comme bastion. Les rebelles égyptiens marchent ensuite sur Thèbes, conquièrent la ville et en chassent les Grecs. À l'automne 205, le leader de la révolte est couronné pharaon à Thèbes en tant que Haronnophris (l'Horus Onnophris), aimé d'Isis et d'Amon-Rê, un nom de règne fort de symbole, voire messianique,. De toutes les révoltes égyptiennes contre la dynastie lagide, la grande révolte thébaine est la seule dont les leaders iront jusqu'à porter le titre de pharaon,.
La rébellion continuera à s'étendre en Haute-Égypte et, contrairement aux révoltes précédentes, ne sera pas immédiatement réprimée. Cela peut s'expliquer par une série d'événements inattendus qui fragilisent durablement le pouvoir lagide. Le roi Ptolémée IV décède inopinément l'année suivante alors que son fils et successeur Ptolémée V n'est encore qu'un jeune enfant. La mère de ce dernier, la reine Arsinoé III, assure un temps la régence avant d'être assassinée par ses conseillers qui s'emparent du pouvoir,. Les protestations de la population d'Alexandrie tournent rapidement aux émeutes tandis qu'à l'étranger le royaume séleucide profite de la faiblesse du pouvoir pour déclarer la guerre au royaume lagide et s'emparer de la Cœlé-Syrie. L'Égypte elle-même échappe à l'invasion grâce à l'intervention du Sénat romain qui force néanmoins les Lagides à céder leurs possessions au Proche-Orient.
Pendant ce temps, le pharaon rebelle étend son emprise sur le sud du pays. L'étendue exacte de son aire d'influence est inconnue mais va au moins d'Abydos (à 170 km au nord de Thèbes) jusqu'à Per-Hathor (à 30 km au sud de Thèbes). Les temples d'Abydos sont transformés en forteresses afin de sécuriser la ville qui marque la frontière nord du territoire rebelle. Depuis Abydos, les Égyptiens sont en mesure de mener des raids sur la cité grecque de Ptolémaïs à quarante kilomètres au nord. Haronnophris règne alors sur un territoire comprenant plus ou moins toute la Haute-Égypte, à l'exception des places fortes grecques de Ptolémaïs et d'Assouan. Le nouveau pharaon s'emploie à maintenir la continuité des institutions tout en mettant en place un nouvel État, réhabilitant des anciens titres et positions de l'Égypte pharaonique. Les riches temples thébains sont probablement mis à contribution tandis que les Lagides cessent de percevoir des revenus de Haute-Égypte. De plus, les symboles de la présence grecque dans la région sont détruits comme par exemple les bains grecs de Karnak ou le temple de Médamoud. En parallèle, le royaume koushite de Méroé profite de la situation pour envahir l’Égypte et la Basse-Nubie par le sud et prendre le contrôle de tous les territoires lagides au sud d'Assouan, dont l’île de Philæ,. Le rôle exact des rois de Méroé (Arqamani puis Adikhalamani) dans la Grande Révolte Thébaine est inconnu mais ceux-ci ont visiblement soutenu les rebelles jusqu'à la fin de la révolte. Une autre question sans réponse est le rôle exact du clergé thébain dans l'insurrection. Étant donné le pouvoir des prêtres d'Amon sur la région, il semble très improbable que la révolte ait pu durer dans le temps sans le soutien du clergé. Et de fait, les pharaons rebelles ont largement mis en avant le patronage du clergé d'Amon pour légitimer leur accession au trône. Néanmoins, l'hypothèse du clergé s'associant aux rebelles pour obtenir l'indépendance du culte d'Amon est aujourd'hui largement exclue. En effet, l'absence de représailles des lagides contre les prêtres à la fin de la révolte exclut que ceux-ci aient pu avoir un rôle prépondérant dans le mouvement. Il se pourrait que les prêtres se soient simplement accomodés de la situation, soutenant un camp ou l'autre selon l'équilibre des pouvoirs,,.
La contre-offensive de l'armée lagide intervient finalement entre 200 et 199 av. J.-C. Après un long siège, les rebelles sont chassés d'Abydos à l'été 199. La bataille décisive a lieu près de Coptos quelque temps après. Haronnophris et les Égyptiens sont vaincus. Les troupes de Ptolémée V capturent Thèbes en décembre 199. La défaite des insurgés est marquée par la disparition d'Haronnophris et l'apparition d'un nouveau pharaon, nommé Chaonnophris (« Onnophris vit » ou « Que vive Onnophris »), avant même la capture de Thèbes. L'hypothèse généralement admise est que Haronnophris est tué ou capturé à la bataille de Coptos puis remplacé par un successeur. Cependant, certains éléments suggèrent que Haronnophris et Chaonnophris pourrait être une seule et même personne qui aurait changé son nom de règne afin de célébrer le fait d'avoir survécu à la bataille,.
La contre-offensive de Ptolémée V apparaît initialement comme un grand succès. Le roi en profite pour se faire officiellement couronner à Alexandrie puis à Memphis. C'est à cette occasion qu'est publié le décret de Memphis (retrouvé sur la pierre de Rosette) qui promulgue une série de réformes et d'amnistie de prisonniers. Néanmoins, l’insurrection se poursuit et Chaonnophris reprend le contrôle de la Thébaïde aux alentours de 197. Dans les années qui suivent, le territoire contrôlé par les rebelles égyptiens va s'étendre vers le nord, bien au delà du territoire contrôlé par Haronnophris quelques années plus tôt, jusqu'à la ville d'Assiout. Les environs d'Assiout deviennent alors une zone d'affrontements violents entre forces rebelles et loyalistes, particulièrement entre 195 et 191, causant des ravages dans la population.
L'armée lagide, commandée par un certain Ptolemaios, prend l'avantage en 191 et enfonce les lignes ennemies. Elle progresse ensuite vers le sud et reprend le contrôle de Thèbes la même année. Un autre grec nommé Protarchos est nommé responsable de la nouvelle administration ptolémaïque à Thèbes tandis que Ptolemaios fortifie la Thébaïde et continue à affronter les rebelles. Contre toute attente, la reprise en main de la région par le pouvoir lagide ne s'est pas accompagnée de représailles sanglantes mais par de véritables réformes visant à mieux associer les Égyptiens au pouvoir central. Cependant, Ptolemaios ne parvint pas à mater durablement la révolte et celui-ci se voit finalement remplacé par un autre général, Komanos, qui arrive à Thèbes en mars 187 à la tête d'une nouvelle armée lagide. Signe de la prise en compte de la gravité de la révolte par le pouvoir lagide, Komanos était probablement un epistrategos, un titre récemment créé d'officier militaire ayant des pouvoirs très étendus sur les troupes mais aussi sur l'administration locale,. Komanos passe ainsi les mois suivants à organiser son armée et son ravitaillement en vue d'une bataille d'ampleur.
Le 27 août 186, l'armée lagide commandée par Komanos affronte l'armée rebelle menée par Chaonnophris quelque part au sud d'Assouan. Bien que l'armée rebelle soit renforcée de troupes nubiennes, elle n'est guère préparée à affronter une armée professionnelle en bataille rangée. Le pharaon rebelle Chaonnophris et son armée sont vaincus. Chaonnophris lui-même est capturé tandis que son fils et les chefs nubiens sont tués dans la bataille. La décision de Chaonnophris d'affronter directement les troupes grecques apparaît comme une erreur stratégique évidente mais celle-ci peut s'expliquer par l'érosion du mouvement rebelle après la perte de Thèbes qui l'aurait contraint à jouer le tout pour le tout. De plus, la présence de renforts nubiens a pu générer une certaine émulation et convaincre le pharaon que la victoire était envisageable. Quoi qu'il en soit, la défaite de Chaonnophris met un terme définitif à la grande révolte thébaine. Le pharaon rebelle Chaonnophris sera ramené à Memphis et exécuté.